# Susan Estrada
Susan Estrada est une pionnière d'Internet. Dès 1988, elle crée en Californie, CERFnet (en), l'un des premiers réseaux régionaux d'Internet.

## Biographie
En tant que directrice exécutive du réseau CERFnet, Susan Estrada reçoit un financement de 2,8M $ de la National Science Foundation (NSF) pour développer en 1988 ce réseau au San Diego Supercomputer Center sur le campus de l'Université de Californie. Elle réussit à commercialiser ce réseau aussi bien dans le milieu académique que dans le secteur privé. Grâce à la collaboration avec PSINet et UUNET, Estrada aide à former l'interconnexion des premiers réseaux constitutifs d'internet. À partir d'un réseau reliant seulement 5 universités, CERFnet relie peu à peu des centaines d'organisations et des milliers d'individus.
Elle écrit en 1993 l'un des premiers livres sur internet, Connecting to the Internet, An O’Reilly Buyer’s Guide. Dans ce bestseller, elle donne des conseils pratiques pour un meilleur développement des services internet.
Entre 1993 et 1999, puis à partir de 2015, elle fait partie du conseil d'administration de l'Internet Society,. En 2012, Susan Estrada est intronisée au Internet Hall of Fame comme pionnière du développement d'internet.